# St. Jakobus (Hünfeld)
| St. Jakobus, Hünfeld                     |                    |
|                                          |                    |
| Chorturm und Glockenturm aus 1200 / 1506 |                    |
| Ort                                      | Hünfeld            |
| Konfession                               | römisch-katholisch |
| Diözese                                  | Fulda              |
| Patrozinium                              | Jakobus            |
| Baujahr                                  | 1200 / 1506        |
| Bautyp                                   | Saalkirche         |
| Funktion                                 | Pfarrkirche        |

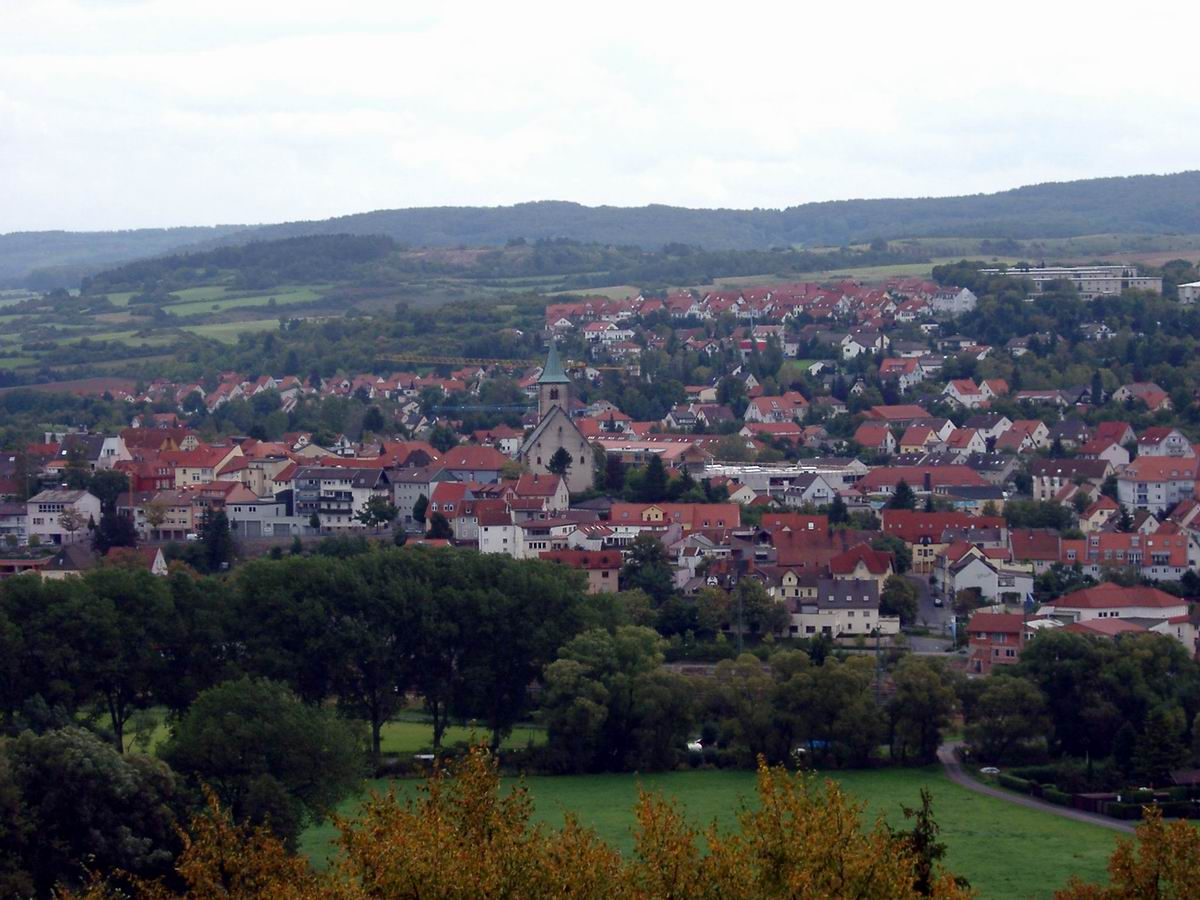
Die Stadtpfarrkirche St. Jakobus in der Altstadt

Die Stadtpfarrkirche St. Jakobus ist eine römisch-katholische Kirche in der Altstadt der Stadt Hünfeld im Landkreis Fulda.

## Geschichte
781 schenkte Kaiser Karl der Große dem Kloster Fulda das „campus, qui dicitur unofeld“, („das Feld, welches man Hünfeld nennt“). Das Gelände umfasst im Wesentlichen das Gebiet der heutigen Großgemeinde Hünfeld in Hessen.
Zur wirtschaftlichen Nutzung und Verwaltung und zur religiösen Betreuung dieser Schenkung entstand alsbald eine kleine benediktinische Mönchsniederlassung, die sich zu einem Kloster und im 10. Jahrhundert zu einem Kollegiatstift entwickelte. Um dieses Kloster herum siedelten sich Menschen an, die im Dienste des Klosters standen.
Gefördert und beschleunigt wurde die Entwicklung dieser Siedlung durch de Verlagerung des Handelsweges zwischen Mainz und Thüringen im 10. Jahrhundert durch das Kinzigtal, über Fulda und Hünfeld in Richtung Vacha nach Eisenach. Der neue Weg an seiner Hünfelder Raststation bot gute Verdienstmöglichkeiten und zog Siedler an, die als Wirte, Schmiede, Wagner, Händler, Fuhrleute, Handwerker und Knechte aus dem Handelsverkehr ihren Nutzen ziehen konnten. 1310 wurden dem Ort Stadtrechte verliehen.

## Erste Pfarrkirche 1200
Für die religiöse Betreuung des Gebietes war das Kloster Hünfeld zuständig. Die Anwohner wurden durch die Klosterpfarrei betreut. Da die Bevölkerungszahl ständig stieg, wurde der Wunsch nach einer eigenen Pfarrkirche immer stärker. Diese Pfarrkirche wurde um 1200 erbaut und zu Ehren des Apostels Jakobus des Älteren geweiht. Eine selbständige Pfarrei Hünfeld ist bereits Mitte des 12. Jahrhunderts nachgewiesen. Pfarrer dieser Stadtpfarrei war stets ein Kanoniker des Kollegiatstiftes zu Hünfeld. Diese Vereinigung zwischen Stift und Pfarrkirche bestand bis zum Untergang des Stifts 1803 im Zug der Säkularisation.
Seit Errichtung des Bistums Fulda im Jahre 1752 gehört die Pfarrei St. Jakobus Hünfeld zur Diözese Fulda.

## Gotischer Neubau 1506
Die einstmals im romanischen Baustil errichtete erste Stadtpfarrkirche wich 1506 einem Neubau in gotischem Stil. Nur die beiden Untergeschosse des Chorturms und der Taufstein wurden aus der ersten Kirche übernommen.
Im Zeitalter des Barock wurde die Kirche mit einem prächtigen Hochaltar ausgestattet.
Zum Ende des 19. Jahrhunderts erinnerten sich kunstverständige Pfarrer, Architekten und Bürger an die einstmals im gotischen Stil erbaute Pfarrkirche und ließen den ursprünglichen Zustand wiederherstellen. Die barocke Ausstattung wurde entfernt und drei neugotische Altäre
aufgestellt; sie sind farbig gefasste bzw. vergoldete Schnitzarbeiten eines Würzburger Meisters.

## Die heutige Kirche
Kleinere Veränderungen geschahen in Anpassung an die liturgischen Bestimmungen des II. Vatikanischen Konzils. So wurden die Kommunionbank und die Kanzel entfernt und ein neuer Zelebrationsaltar errichtet. Ebenfalls wurde ein neuer Beichtstuhl angefertigt. Eine grundlegende Sanierung wurde 2010 abgeschlossen.

## Orgel
Die Orgel von St. Jakobus wurde 1979 von der Orgelbaufirma Hey (Ostheim) erbaut und später um zwei weitere Register erweitert. Das Instrument hat heute 47 Register auf drei Manualen und Pedal. Die Spiel- und Registertrakturen sind mechanisch.
| I Hauptwerk C–g3 |                |         |
| 1.               | Gedacktpommer  | 16′     |
| 2.               | Prästant       | 08′     |
| 3.               | Spitzgambe     | 08′     |
| 4.               | Holzgedackt    | 08′     |
| 5.               | Oktave         | 04′     |
| 6.               | Gemshorn       | 04′     |
| 7.               | Quinte         | 02 ⁄3′  |
| 8.               | Terz           | 01 3⁄5′ |
| 9.               | Sesquialter II | 02 ⁄3′  |
| 10.              | Superoktav     | 02′     |
| 11.              | Waldflöte      | 02′     |
| 12.              | Mixtur IV-V    | 02′     |
| 13.              | Trompette      | 08′     |
| 14.              | Clairon        | 04′     |

| II Oberwerk C–g3 |                  |       |
| 15.              | Metallgedackt    | 8′    |
| 16.              | Quintade         | 8′    |
| 17               | Prästant         | 4′    |
| 18.              | Rohrflöte        | 4′    |
| 19.              | Kegelpfeife      | 2′    |
| 20.              | Larigot II       |       |
| 21.              | Flageolett       | 1′    |
| 22.              | Zimbelterz       | 02⁄3′ |
| 23.              | Zimbelsept       | 02⁄7′ |
| 24.              | Zimbelnon        | 02⁄9′ |
| 25.              | Goebelzimbel III |       |
| 26.              | Scharff III      |       |
| 27.              | Schalmey         | 8′    |
|                  | Tremolo          |       |

| III Schwellwerk C–g3 |                       |        |
| 28.                  | Gemsrohrflöte         | 08′    |
| 29.                  | Weidenpfeife          | 08′    |
| 30.                  | Prinzipal             | 04′    |
| 31.                  | Spitzflöte            | 04′    |
| 32.                  | Octave                | 02′    |
| 33.                  | Blockflöte            | 02′    |
| 34.                  | Sifflöte              | 01 ⁄3′ |
| 35.                  | Terzianscharff III-IV |        |
| 36.                  | Holz-Rankett          | 16′    |
| 37.                  | Oboe                  | 08′    |
| 38.                  | Musette               | 04′    |
|                      | Tremolo               |        |

| Pedal C–d1 |               |     |
| 39.        | Prinzipalbass | 16′ |
| 40.        | Subbass       | 16′ |
| 41.        | Oktavbass     | 08′ |
| 42.        | Gedackt       | 08′ |
| 43.        | Prinzipal     | 04′ |
| 44.        | Nachthorn     | 02′ |
| 45.        | Rauschbass IV |     |
| 46.        | Holzposaune   | 16′ |
| 47.        | Trompete      | 08′ |
|            | Zimbelglocken |     |

- Koppeln: II/I, III/I, III/II, I/P, II/P, III/P